# Jessica Biel
Jessica Claire Timberlake, mer känd under sitt ursprungliga namn Jessica Biel, född 3 mars 1982 i Ely i Minnesota, är en amerikansk skådespelare.

## Biografi
Jessica Biel fick rollen som Mary Camden i TV-serien Sjunde himlen när hon var fjorton år. Biel valde att hoppa av serien efter fem år. 2017 nominerades hon till en Golden Globe som bästa skådespelare i TV-serien The Sinner, i vilken hon även var exekutiv producent.[källa behövs]
Hon är sedan 2012 gift med artisten Justin Timberlake, som hon haft ett förhållande med sedan 2007. Vid giftermålet antog hon makens efternamn, men hon använder dock fortfarande sitt ursprungliga namn Jessica Biel i professionella sammanhang som skådespelare. Biel och Timberlake har två söner, födda 2015 och 2020.[källa behövs]

## Filmografi i urval
- 1994 – It's a Digital World (röst)
- 1996–2001 – Sjunde himlen (TV-serie)
- 1997 – Ulee's Gold
- 1998 – Vi ses till jul
- 2001 – Summer Catch
- 2002 – The Rules of Attraction
- 2003 – The Texas Chainsaw Massacre
- 2004 – Cellular
- 2004 – Blade: Trinity
- 2005 – Stealth - Det osynliga hotet
- 2005 – Elizabethtown
- 2005 – London
- 2006 – Illusionisten
- 2006 – Home of the Brave
- 2007 – Next
- 2007 – Härmed förklarar jag er Chuck och Larry
- 2008 – Hole in the Paper Sky (även produktion)
- 2008 – Små skandaler
- 2009 – Powder Blue
- 2009 – Planet 51 (röst)
- 2010 – Valentine's Day
- 2010 – The A-Team
- 2010 – The Devil and the Deep Blue Sea
- 2011 – New Year's Eve
- 2012 – The Tall Man
- 2012 – Total Recall
- 2012 – Hitchcock
- 2012 – Playing for Keeps
- 2013 – The Truth About Emanuel
- 2015 – Accidental Love (inspelad 2008, men fördröjdes)
- 2017 – The Sinner (TV-serie)
- 2017 – The Truth Matters
- 2019 – Limetown (TV-serie)
- 2025 – The Better Sister (TV-serie)